# 马克特圣马丁
马克特圣马丁是奥地利布尔根兰州上普伦多夫县的一个市镇。总面积32.11平方公里，总人口1171人，人口密度36.5人/平方公里（2001年）。